# Chryzantéma
Chryzantéma (Chrysanthemum), též listopadka či dušička, je rod rostlin z čeledi hvězdnicovitých. Vyskytují se na severní polokouli, nejvíce jich pochází z Číny a Japonska, kde jsou tyto květiny velmi oblíbené. V Japonsku je chryzantéma tradičním symbolem císařského rodu, dostala se například i na japonskou královskou pečeť. Kvete na konci podzimu a nebo začátkem zimy. Její květy mají mnoho různých barevných odstínů. Chryzantéma je nejpoužívanější rostlinou k dušičkové výzdobě hrobů. Název „chryzantéma“ je odvozen ze starořečtiny: χρυσός (chrysos) – zlato a ἄνθεμον (anthemon) – květina.
Studie NASA o čistém ovzduší prokázala, že rostliny chryzantém snižují znečištění vnitřního vzduchu.

## Popis

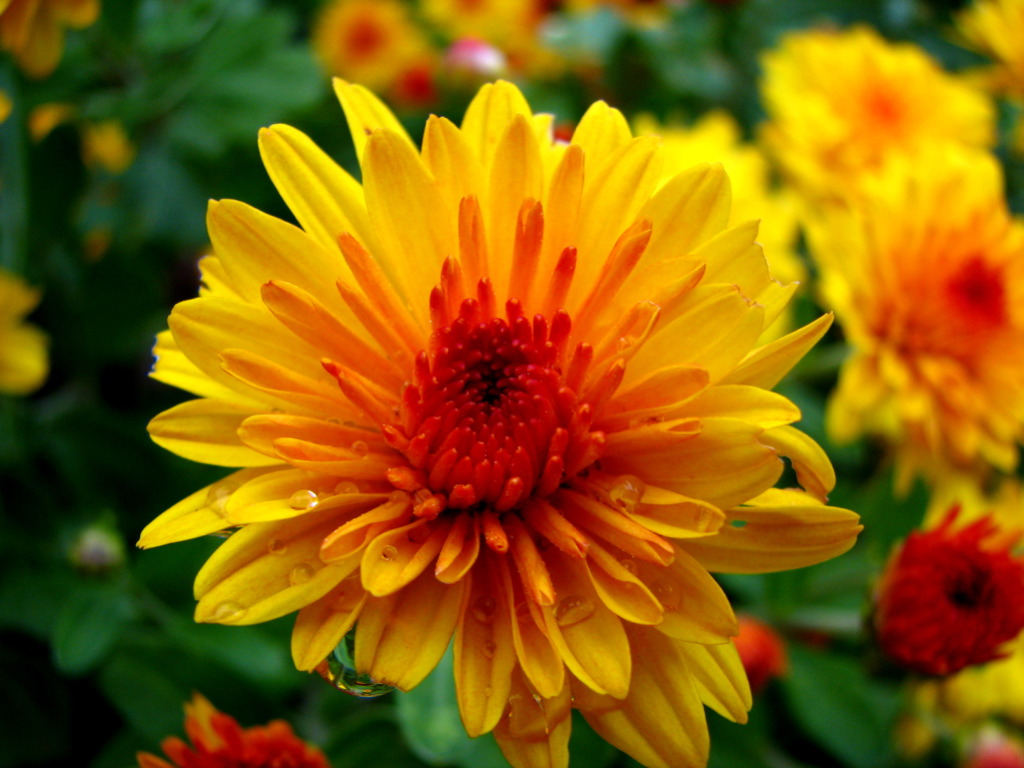
Detail metamorfovaných květních plátků

Chryzantémy jsou vytrvalé byliny nebo polokeře s přímými nebo vystoupavými, hustě olistěnými lodyhami. Jejich listy jsou střídavé, řapíkaté, často mírně dužnaté, peřenodílné nebo nepravidelně laločnatého tvaru. Květenstvím je úbor; na rostlině jsou úbory umístěny buď jednotlivě, nebo v chudé chocholičnaté latě. Okrajové květy jsou jazykovité, se zmáčklou korunní trubkou a obvykle samičí, květy terče trubkovité, u plnokvětých kultivarů je trubka často výrazně prodloužená či přeměněná v ligulu. Zahradní kultivary silně voní. Plodem jsou lysé vejčité nažky bez chmýru.

## Taxonomie

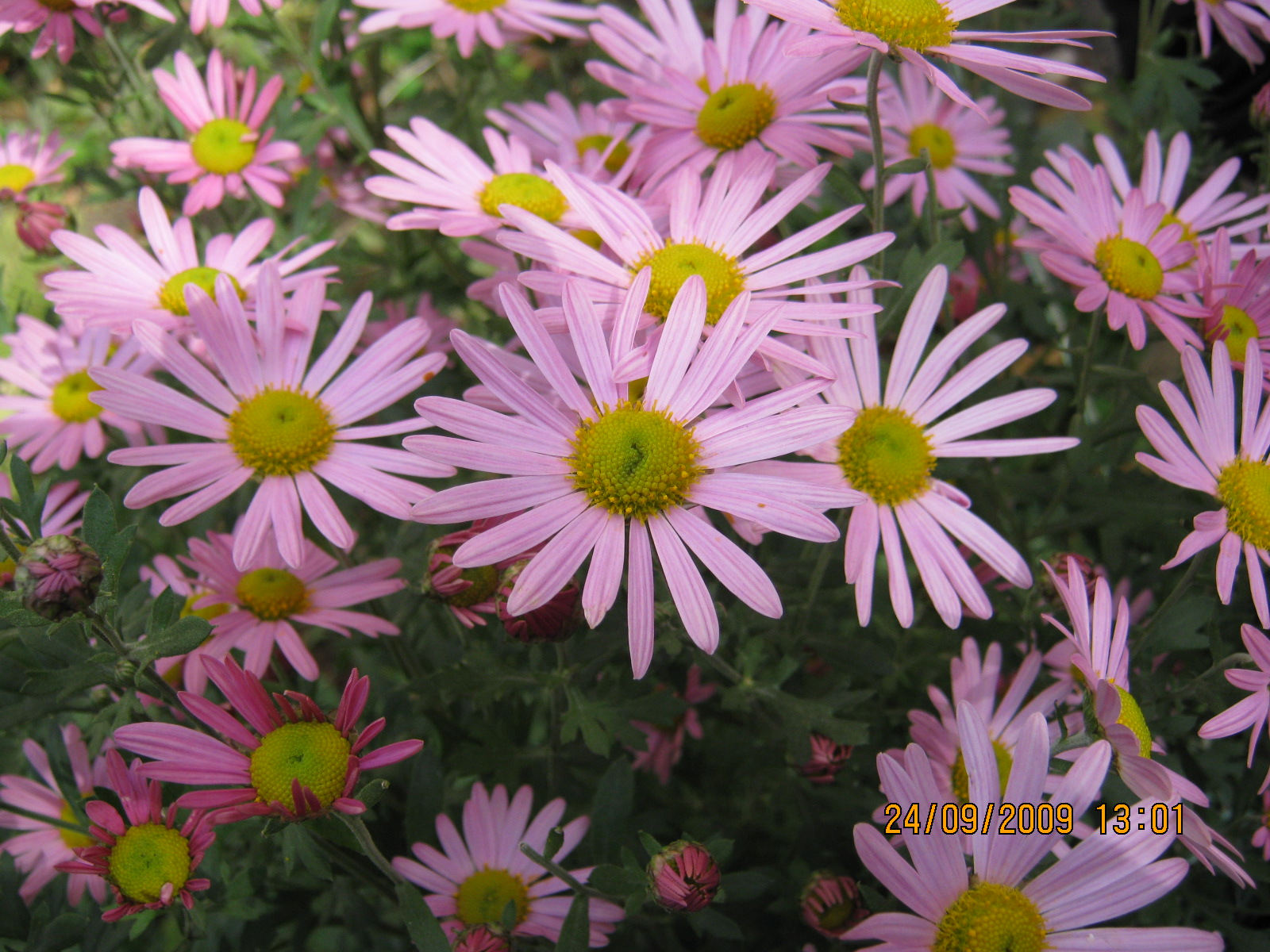
Chrysanthemum zawadskii

V minulosti byl rod pojímán značně široce, mnoho taxonů, které do něj byly dříve řazeny, je dnes vyděleno do samostatných rodů kopretina (Leucanthemum), kopretinovec (Argyranthemum), kopretinka (Leucanthemopsis), vratič (Tanacetum), zlateň (Glebionis) a Rhodanthemum. V současné podobě rod zahrnuje 37–38 druhů, které se přirozeně vyskytují v mírných, boreálních i subtropických oblastech severní polokoule, nejvíce ve východní Asii; do střední Evropy zasahuje jediný druh – listopadka pieninská.

### Vybraní zástupci
- listopadka pieninská (Chrysanthemum zawadskii)
- listopadka indická (Chrysanthemum indicum)
- listopadka zahradní (Chrysanthemum x morifolium)

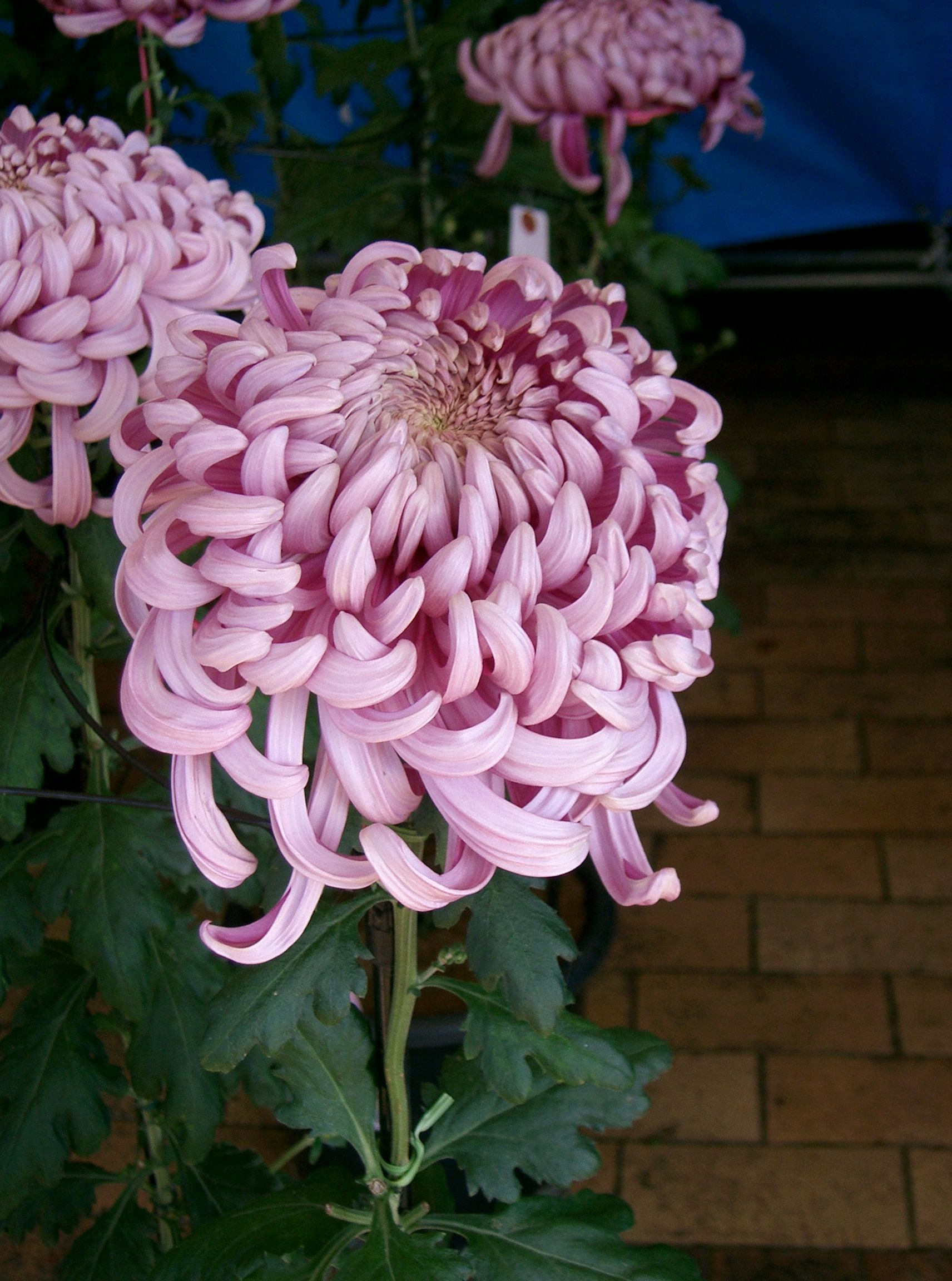
Plnokvětý kultivar

- Chrysanthemum aphrodite
- Chrysanthemum arcticum[4]

## Zahradnictví
Chryzantémy patří k nejoblíbenějším zahradním rostlinám a pro tyto účely bylo vyšlechtěno již přes 7000 kultivarů rozlišovaných zejména podle tvaru květenství na jednoduché, poloplné, plné, kulovité, pomponkovité, sasankovité, paprskovité a mnoho dalších v širokém spektru barev kromě čistě modré; existují i miniaturní formy s drobnými květy a hustě větvenými lodyhami. Pěstovaly se již před 2000 lety v Číně, odkud byly v 8. století dopraveny do Japonska, import do Evropy se datuje rokem 1789. Zahradní kultivary jsou vesměs produktem šlechtění mezi druhy Ch. indicum a Ch. morifolium a jsou obvykle polyploidní.
Jedná se o krátkodenní rostliny, vykvétají tedy až na podzim (odtud i český název). Umělou regulací světelného režimu při pěstování ve sklenících bylo dosaženo možnosti dodávat na trh kvetoucí chryzantémy i mimo období krátkého dne, vzhledem k tomu, že vedle růží a karafiátů patří k nejprodávanějším řezaným květinám. V českých podmínkách jsou poměrně citlivé na mrazy, a je proto nutná zimní přikrývka; velká část dostupných kultivarů dokáže přezimovat bez problémů, choulostivější potřebují zazimování např. ve skleníku či zimní zahradě.

## Kulturní význam a symbolika

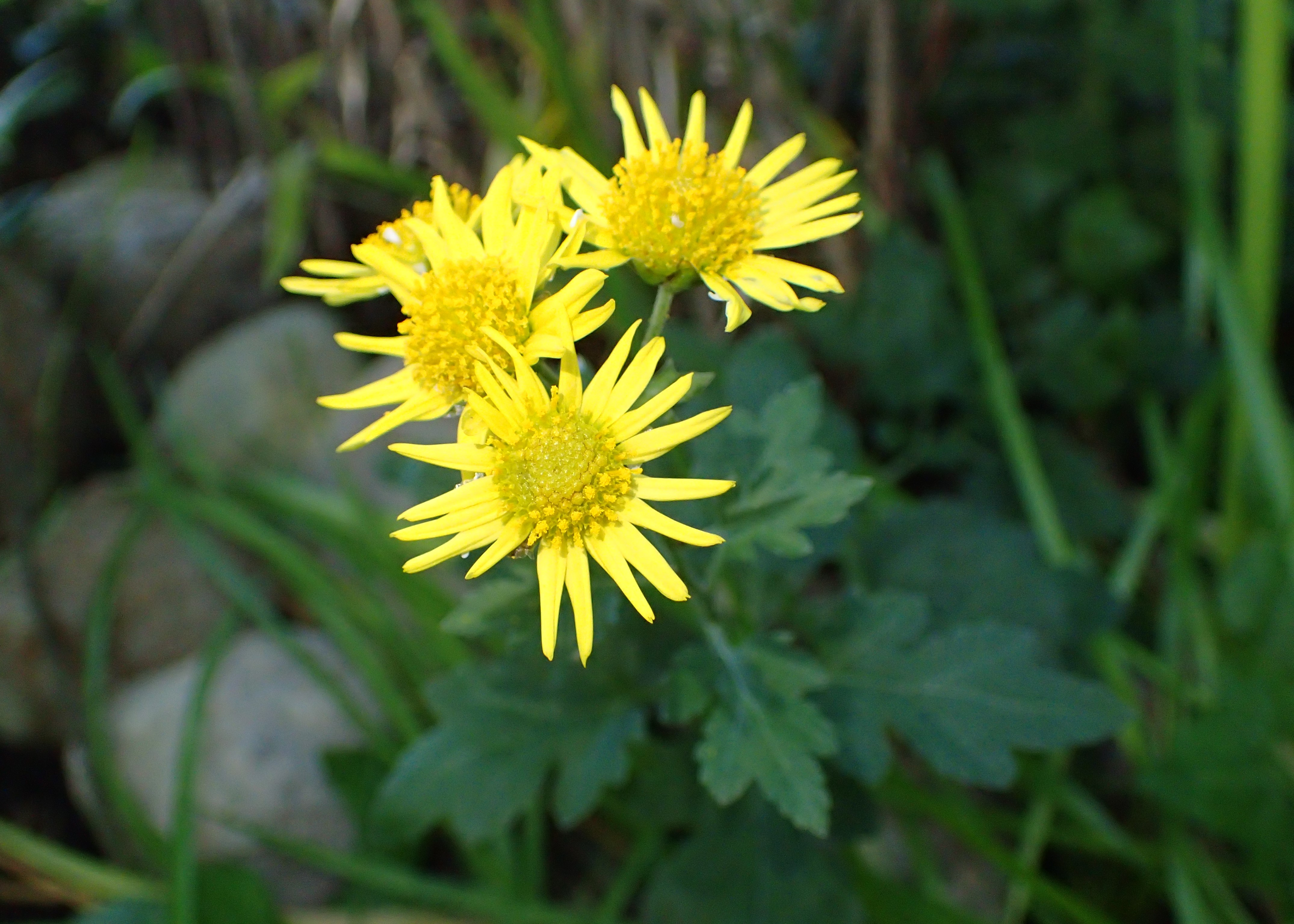
Botanický druh Chrysanthemum indicum

V některých evropských zemích (např. Francie, Itálie, Belgie, Španělsko, Polsko, Maďarsko a Chorvatsko) chryzantémy symbolizují smrt a jsou proto používány pouze na pohřbech či hrobech[zdroj?]. V Číně, Japonsku a Koreji bílé chryzantémy symbolizují nepřízeň a smutek[zdroj?]. V jiných zemích představují čestnost, ve Spojených státech je květina obvykle vnímána pozitivně.

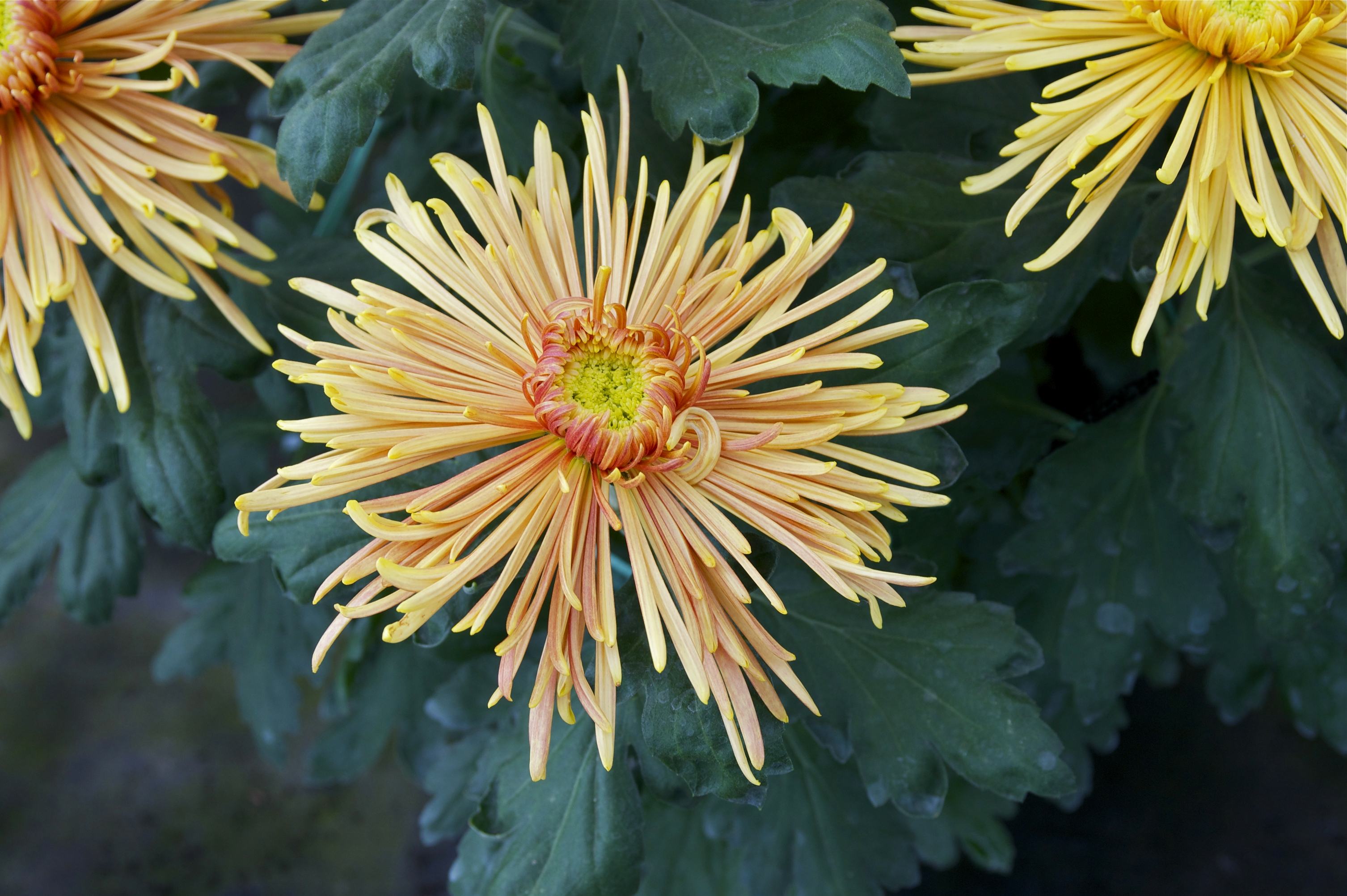

### Čína
Chryzantéma („čínská astra“, znak:菊花, pinyin: jú huā, čes. transkripce: ťü chua) neboli květ podzimního slunce je v čínské kultuře známá jako symbol podzimu a radosti z dobré úrody, dlouhověkosti a nesmrtelnosti, dokonalosti, odolnosti a vytrvalosti. Je spojena s kultem slunce, protože její květ připomíná planoucí sluneční disk. Patronem chryzantém, pokládaných za čínskou národní květinu, je básník Tchao Jüan-ming, jenž dal před úřední hodností přednost poezii, vínu a pěstování této rostliny. V roce 1983 byla chryzantéma označena květinou čínského města Kchaj-fengu od té doby se v období mezi 18. říjnem a 18. listopadem každoročně koná Kulturní festival chryzantém.

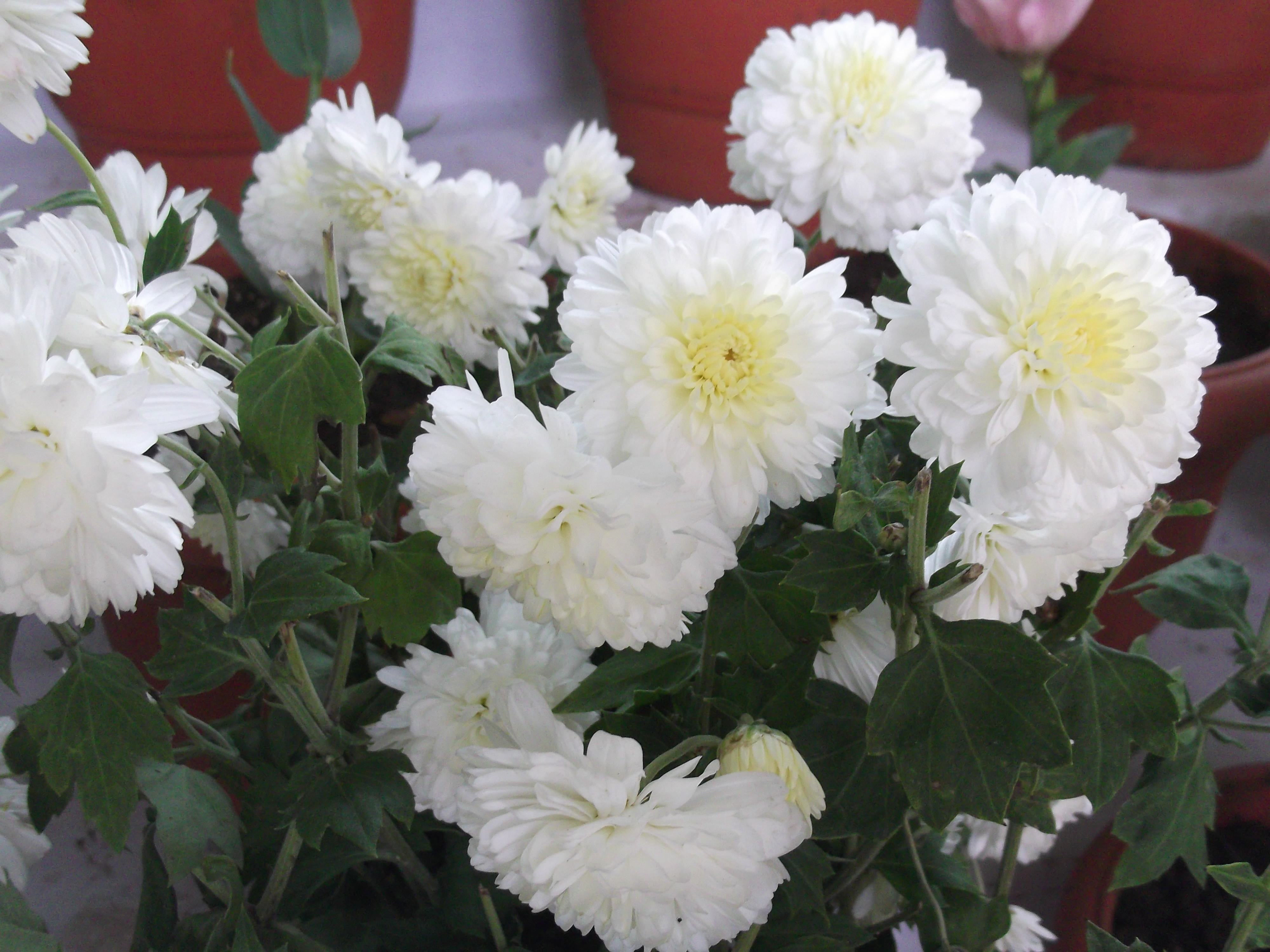
Bílý kultivar

Chryzantéma je podzimní květina, a proto je symbolem podzimu, respektive 9. měsíce starého čínského kalendáře. Nejlépe by se měla trhat 9. dne 9. měsíce, nebo by se v tento den měl připravovat čaj z jejích nasušených květů. Chryzantémový čaj je v Číně i dnes jeden z nejoblíbenějších horkých nápojů, mnoho Číňanů věří, že pití jejich odvarů a polévek je účelným prostředkem na dlouhověkost
a krásu.
Důležitou roli měla rostlina ve středověkých obřadech, jelikož rozkvétá nejpozději, připisovala se jí schopnost odvracet neštěstí a prodlužovat život. Poutníci proto popíjeli rýžové víno s lístky chryzantém. I dnes se doba květů chryzantém oslavuje také tím, že se smíchá rýžové víno z loňského roku s květy chryzantém. Na symbol dlouhověkosti odkazuje její jméno ťü, které je souzvučné s „prodlévat“ (ťü), stejně tak je i „devět“ (ťiou), jako devátý měsíc souzvučný s ťiou „dlouhá doba“. V „rozcuchaném“ tvaru jejích vzájemně se překrývajících tenkých okvětních lístků vidí někteří čínští umělci prvotní předlohu komplikované kaligrafie znaku šou; jež nese význam dlouhého věku (zjednodušené znaky:寿, tradiční znaky: 壽, pinyin: shòu). I kvůli své symbolice dlouhověkosti se květ často nosí na oděvu při pohřbu.
Patří do oblíbené květinové skupiny tzv. „čtyř dokonalých“ (znak: 四 君子 pinyin: sìjūnzǐ) – rozkvétající chryzantéma, slivoň, sosna, bambus. Na podzim se také hojně objevuje v čínské kuchyni, je oceňovaná pro svou různorodost a bohatství barev. Čaj ze sušených chryzantémových lístků je pokládán za „ochlazující“ nápoj, proto je v létě oblíbený především v jihočínských čajovnách.
Sušené květy by měly být vhodným sedativem a kosmetickým přípravkem, koupel z nich také utišuje bolest očí. Popel z květů je vhodný insekticid a květový prášek pomůže rovněž proti následkům nadměrného pití. Sušené okvětní lístky chryzantém se mohou vyluhovat v rýžovém víně nebo v jiném alkoholu. Hořká chuť tohoto nápoje čínským estétům připomínala smutek blížícího se podzimu, a tak v desátém měsíci vycházeli do přírody obdivovat poslední květy roku.
Ve spojení s jinými symboly

Na obrazech se často vyskytují kombinace s jinými přírodními symboly. Borovice a chryzantéma vyjadřují přání, aby člověk obdarovaný tímto obrazem dlouho žil. Sedí-li na chryzantémě luční kobylka, znamená to, že přejeme obdarovanému, aby zaujal na dlouhou dobu vysokou úřední funkci. Chryzantéma s devíti křepelkami přináší rčení „ať se spolu v míru snáší devět pokolení“. Výrazem „skupina chryzantém“ (ťü-pu) se označují kurtizány, které umějí zpívat lidové písně v „jižním stylu“.

Císařská pečeť a státní znak Japonska

### Japonsko
Chryzantéma poprvé dorazila do Japonska z Číny v 5. století. V období Heian, byla v Japonsku dále šlechtěna. Představovala urozenou třídu a symbolizovala období podzimu, Japonci dokonce pořádali festival chryzantém. Když byla květina přijata, jako císařská pečeť Japonska, některé rodiny ji začaly pěstovat, aby symbolizovaly svou podporu a dobré vztahy s císařskou rodinou.
V dnešní době se na podzim konají v Tokiu ve Svatyni Jasukuni a Svatyni Meiji chryzantémové expozice. V kulinářství jsou chryzantémy používány k výzdobě jídla, zůstávají také běžným motivem pro tradiční japonský porcelán, lakované výrobky a kimona. Pěstování chryzantém je dodnes koníčkem mnoha Japonců.
V Japonsku je chryzantéma symbolem císaře a císařské rodiny. Císařskou pečeť tvoří žlutooranžová chryzantéma s černými nebo červenými obrysy a pozadím. Příkladem užití chryzantémy může být např. odznak Řádu chryzantémy. Císařská pečeť je také zobrazena na standartě císařské rodiny.